# 李若初
李 若初（り じゃくしょ、生年不詳 - 799年）は、唐代の官僚。本貫は趙州賛皇県。

## 経歴
貞観年間の并州長史・工部侍郎の李弘節の曾孫にあたる。祖父の李道謙は太府寺卿となった。若初は幼くして父の李瑱を失い、貧苦の中で成長した。はじめ転運使の劉晏の下で地位の低い暇仕事をしていた。劉晏の判官の包佶がかれの勤勉で才幹あるのを重んじて、その娘をかれにめあわせた。若初は太康県令となった。陳州刺史の李芃が着任すると、若初は計策を献じて、陳州で収奪した剰余銭や物品を請いうけ、権貴と交際して結びつかせたので、李芃はかれを厚遇した。建中2年（781年）、李芃が河陽三城使に転出すると、若初はその下で従事となり、軍中の事務の多くが委ねられた。若初は官歴を重ねて検校郎中・兼御史中丞・懐州刺史に任じられた。虢州刺史に転じたが、公務中の事件で罪に問われ、観察使の弾劾を受けて、免官されて帰郷した。長らくを経て、衢州刺史として出向した。貞元11年（795年）2月、福州刺史・兼御史中丞・福建都団練観察等使となった。貞元13年（797年）3月、越州刺史・兼御史中丞・浙江東道都団練観察等使に転じた。貞元14年（798年）9月、王緯に代わって潤州刺史・兼御史大夫・浙江西道都団練観察・諸道塩鉄転運使となった。貞元15年（799年）1月29日、病没した。礼部尚書の位を追贈された。

## 伝記資料
- 『旧唐書』巻146 列伝第96
- 『新唐書』巻149 列伝第74